# 墨子悲丝
〈墨子悲絲〉為一首古琴曲，廣陵琴派四大操之一。
這一曲最早以〈墨子悲歌〉的標題，同時出現於明代萬曆三十七年楊掄輯刊的《伯牙心法》和張右袞輯刊的《太古正音琴譜》。從這以後，明清兩代各家譜集多名爲〈墨子悲絲〉，或簡稱〈墨子〉，或簡稱〈悲絲〉，是由十三段發展到十八段的大型曲操，各家譜本雖有出入，大體還是相近的。
這一曲的音莭，有淒清又有激揚，有疎落又有圓轉，淒清處令人鬱結悲哽，激揚處使人奮發卓勵，疎落處如清風過林，氣舒意爽，圓轉處似明珠走板，機暢神流。是這樣的錯綜變化，層疊應照，既不可故爲之緩，又不能驟加其急，情勢所趨，有自然而非偶然者。歷來受到琴家的推崇。

## 演奏版本
- 《蕉庵琴譜》本，廣陵派傳譜，為廣陵派四大操之一，[1]以劉少椿、梅曰強之錄音為代表。
- 《五知齋琴譜》本，吳景略、吳文光打譜並演奏。[3]

## 外部連結
- YouTube上的〈墨子悲絲〉錄音，劉少椿演奏
- YouTube上的〈墨子悲絲〉錄音，楊秋悅演奏
- 楊秋悅演奏〈墨子悲絲〉 （页面存档备份，存于）影片